# Children of Chance (film, 1930)
Pour les articles homonymes, voir Children of Chance.
Pour plus de détails, voir Fiche technique et Distribution.
Children of Chance est un film britannique réalisé par Alexander Esway, sorti en 1930.
Une version en allemand sera tournée avec le même réalisateur : Kinder des Glücks.

## Fiche technique
- Titre : Children of Chance
- Réalisation : Alexander Esway
- Scénario : Miles Malleson et Frank Launder
- Photographie : Ernest Palmer et Leo Rogers
- Pays de production : Royaume-Uni
- Format : Noir et blanc - Mono
- Genre : drame
- Durée : 75 minutes
- Date de sortie : 1930

## Distribution
- Elissa Landi : Binnie / Lia Monta
- Mabel Poulton : Mollie
- John Stuart : Gordon
- John Longden : Geoffrey
- Gus McNaughton (en) : H. P. Zukwell
- Wallace Lupino (en) : O. K. Johnson
- Gus Sharland : Hugo
- Dorothy Minto (en) : Sally
- John Deverell (en) : Harold
- Aileen Despard (en) : Beryl